# Best! 早安少女組。2
《Best! 早安少女組。2》（ベスト! モーニング娘。2）是日本的女子偶像組合早安少女組。的第2枚精選專輯，於2004年3月31日發行。唱片公司為zetima。

## 概要
- 繼2001年發售的《Best! 早安少女組。1》以來的精選專輯。與上一張專輯《No. 5》相距約1年。
- 收錄第12張單曲《The☆Pea～ce! / 充滿愛的大宇宙》至第21張單曲《只要有愛 IT'S ALL RIGHT》共11首A面曲，以及新曲《YAH! 渴望愛!》，共12首曲目。
- 一期成員安倍夏美最後參與演唱的專輯。
- 本作只有「CD盤」1種版本。
- 在4月12日於Oricon公信榜專輯每週排行榜取得第4位。

## 收錄內容

### CD
1. Go Girl ～戀愛勝利～（Go Girl 〜恋のヴィクトリー〜）
（作詞、作曲：淳君　編曲：鈴木Daichi秀行）
20th單曲，節目《VICTORY!〜フットガールズの青春〜》片尾曲
2. Do it! Now
（作詞、作曲：淳君　編曲：鈴木Daichi秀行）
15th單曲，三期成員後藤真希的畢業單曲
3. 就在這裡!（ここにいるぜぇ!）
（作詞、作曲：淳君　編曲：鈴木Daichi秀行）
16th單曲
4. 只要有愛 IT'S ALL RIGHT（愛あらばIT'S ALL RIGHT）
（作詞、作曲：淳君　編曲：小西貴雄）
21st單曲，一期成員安倍夏美的畢業單曲
5. The☆Pea～ce!（ザ☆ピ～ス！）
（作詞、作曲：淳君　編曲：ダンス☆マン）
12th單曲，《The☆Pea～ce! / 充滿愛的大宇宙》的主打曲目
6. Mr. Moonlight 〜愛的Big Band〜（Mr.Moonlight 〜愛のビッグバンド〜）
（作詞、作曲：淳君　編曲：鈴木俊介）
13th單曲
7. 泡泡
（作詞、作曲：淳君　編曲：高橋諭一）
19th單曲，六期成員藤本美貴、龜井繪里、道重沙由美、田中麗奈加入後第一張單曲
8. 是啊！We're ALIVE（そうだ！We're ALIVE）
（作詞、作曲：淳君　編曲：ダンス☆マン）
14th單曲
9. AS FOR ONE DAY
（作詞、作曲：淳君　編曲：鈴木Daichi秀行）
18th單曲，二期成員保田圭的畢業單曲
10. 早安少女組。之突然出現的葫蘆島（モーニング娘。のひょっこりひょうたん島）
（作詞：井上ひさし、山元護久　作曲：宇野誠一郎　編曲：小西貴雄）
17th單曲
11. 充滿愛的大宇宙（でっかい宇宙に愛がある）
（作詞、作曲：淳君　編曲：鈴木俊介）
12th單曲《The☆Pea～ce! / 充滿愛的大宇宙》的第二主打曲目
12. YAH! 渴望愛!（YAH! 愛したい!）
（作詞、作曲：淳君　編曲：小西貴雄）
日本電視台節目《》内的動畫的主題曲
早安少女組。全體成員，以及已畢業的成員安倍夏美、保田圭和後藤真希主唱